# 淺川會
淺川會（浅川会）、本部位於大阪府吹田市豊津町17-14 的設置，日本的指定暴力團之一・六代目山口組的2次團體。2008年、淺川桂次「除籍」處分，淺川會解散、殘黨由其他團體吸收。

## 略史
1988年12月、初代浅川一家總長・浅川一實的親弟・淺川桂次就任浅川一家總長代行，在成為淺川會長後，被昇格為五代目山口組直参。
2008年10月、因連署聲援遭山口組處分的後藤忠政；在14日，與另6名直系組長同遭山口組的「除籍」、「絕緣」處分；21日，山口組對外宣告淺川桂次等8人退出。

## 最高幹部
- 會長・淺川桂次（浅川一家總長代行、五代目山口組若中、六代目山口組若中）
- 若頭・高倉芳博
- 舍弟頭・柄澤正明